# Aphis intybi
Aphis intybi är en insektsart som beskrevs av Koch 1855. Aphis intybi ingår i släktet Aphis och familjen långrörsbladlöss. Arten är reproducerande i Sverige. Inga underarter finns listade i Catalogue of Life.